# Keresztespuszta
Keresztespuszta is een plaats (község) en gemeente in het Hongaarse comitaat Baranya. Keresztespuszta telt 80 inwoners (2001).